# Théâtre du Casino Grand-Cercle
Le théâtre du Casino Grand-Cercle est une salle de théâtre et de spectacles inaugurée en 1899 et située dans le palais de Savoie de la ville d'Aix-les-Bains,, en Savoie.
Théâtre à l'italienne de la toute fin du XIXe siècle, il se distingue par une architecture relativement singulière en France. 

## Histoire
Un théâtre mobile préexistait à l’existant dès la création du Casino en 1849. Entre 1880 et 1882, des travaux de création d'une nouvelle salle de théâtre sont lancés, sous Abel Boudier et François Pelaz et donnent lieu à un premier théâtre permanent. Toutefois, il faut attendre la fin du siècle pour qu'en 1899 soit inauguré le théâtre du Casino, dans sa forme actuelle.
Le casino fait l'objet d'une inscription au titre des monuments historiques par arrêté du 15 janvier 1975, inscription qui concerne l'ensemble du Palais de Savoie.
Même si la machinerie en bois reste ancrée dans l'histoire du site, des travaux ont été opérés dernièrement (2013), occasionnant une fermeture du théâtre pendant six mois.
Le théâtre en totalité ainsi que son foyer avec ses mosaïques, ainsi que salle des mosaïques font l’objet d’un classement au titre des monuments historiques par arrêté du 31 octobre 2013, classement qui remplace l'inscription de 1975. 
Depuis plus d'un siècle-et-demi, le théâtre a vu défiler sur sa scène plusieurs grands comédiens ou artistes tels que Sarah Bernhardt, Coquelin, Chaliapine ou bien Georges Thill. Plus récemment, on peut citer Manu Payet, Jeanfi Janssens, Gérard Jugnot, Isabelle Mergault, Kev Adams, François Berléand, Lionnel Astier ou bien Francis Cabrel,.

## Agencement
Le théâtre se compose d'une scène avec sa fosse d'orchestre. 
On y trouve également des baignoires et des fauteuils d’orchestre au rez-de-chaussée puis des loges sur deux étages. Les derniers étages comportent des fauteuils de balcon et de galeries.